# Стедюм
Стедюм (нід. Stedum) — село в нідерландській провінції Гронінген. Входить до складу муніципалітету Емсделта.
Його площа становить 24,04км², а населення станом на 2021 рік складало 1 065 осіб.
Перші згадки про населений пункт датуються 10-11-ими сторіччями.
До 1990 року мало статус окремого муніципалітету.

## Галерея

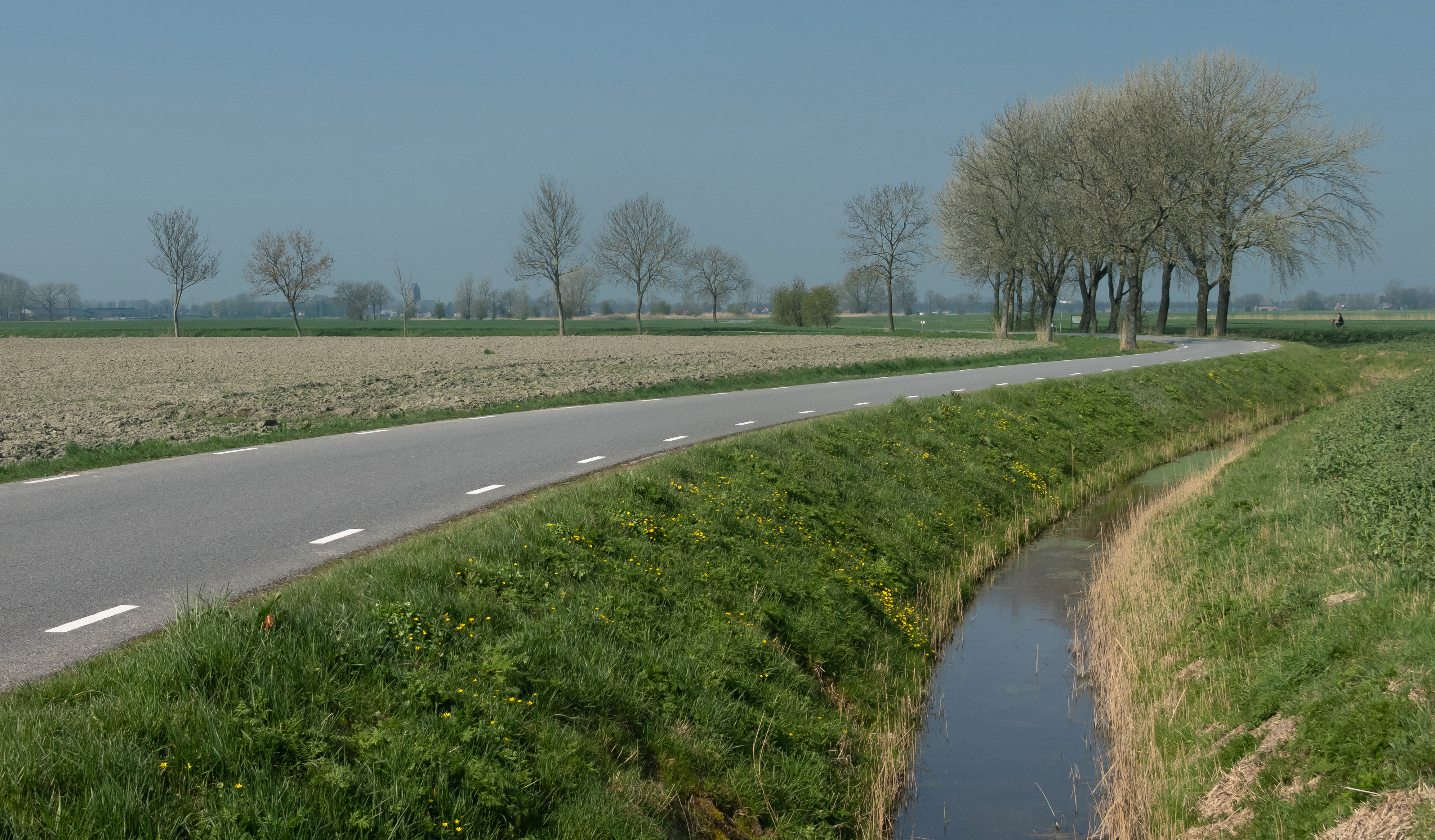
Дорога поблизу села
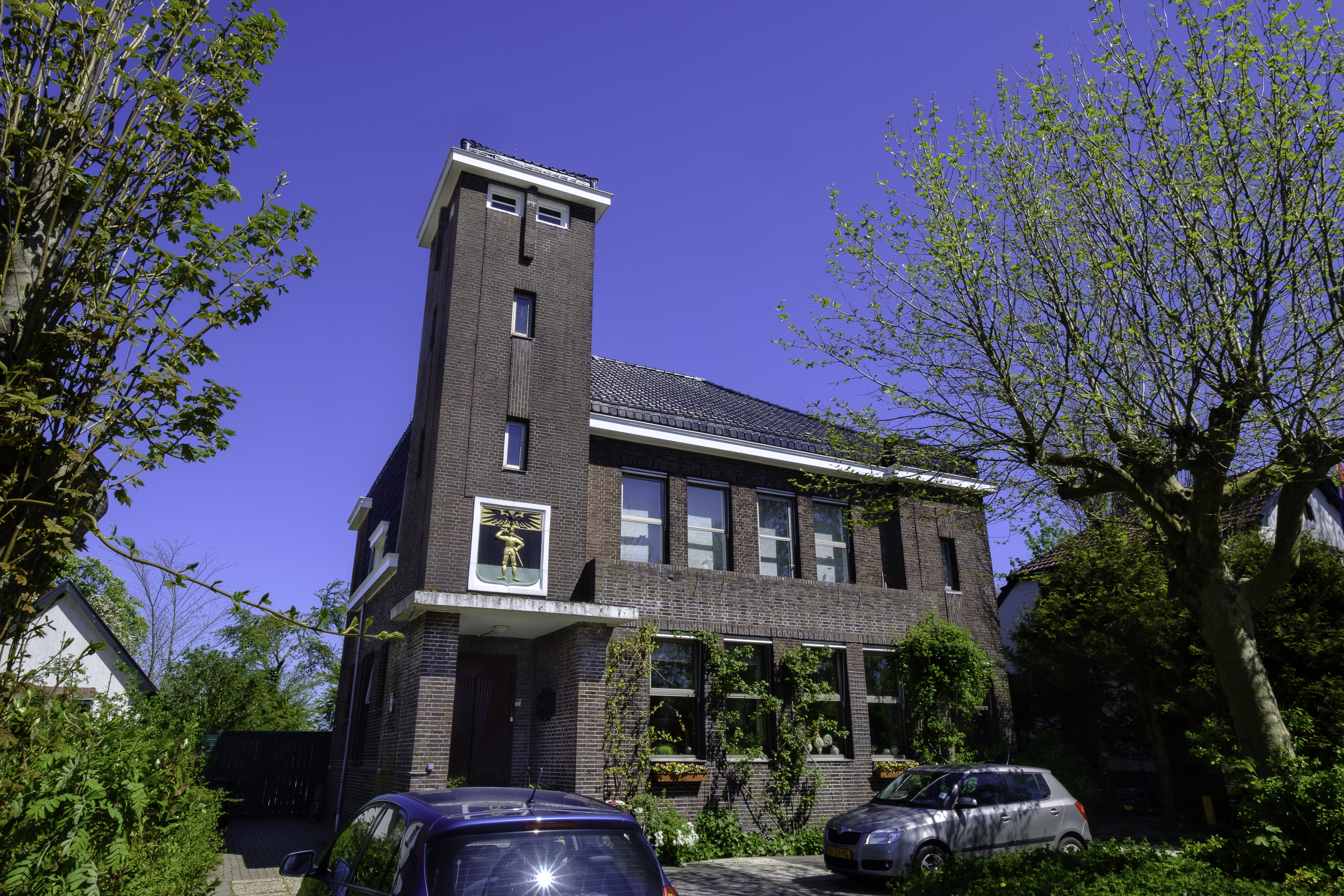
Будівля колишньої мерії
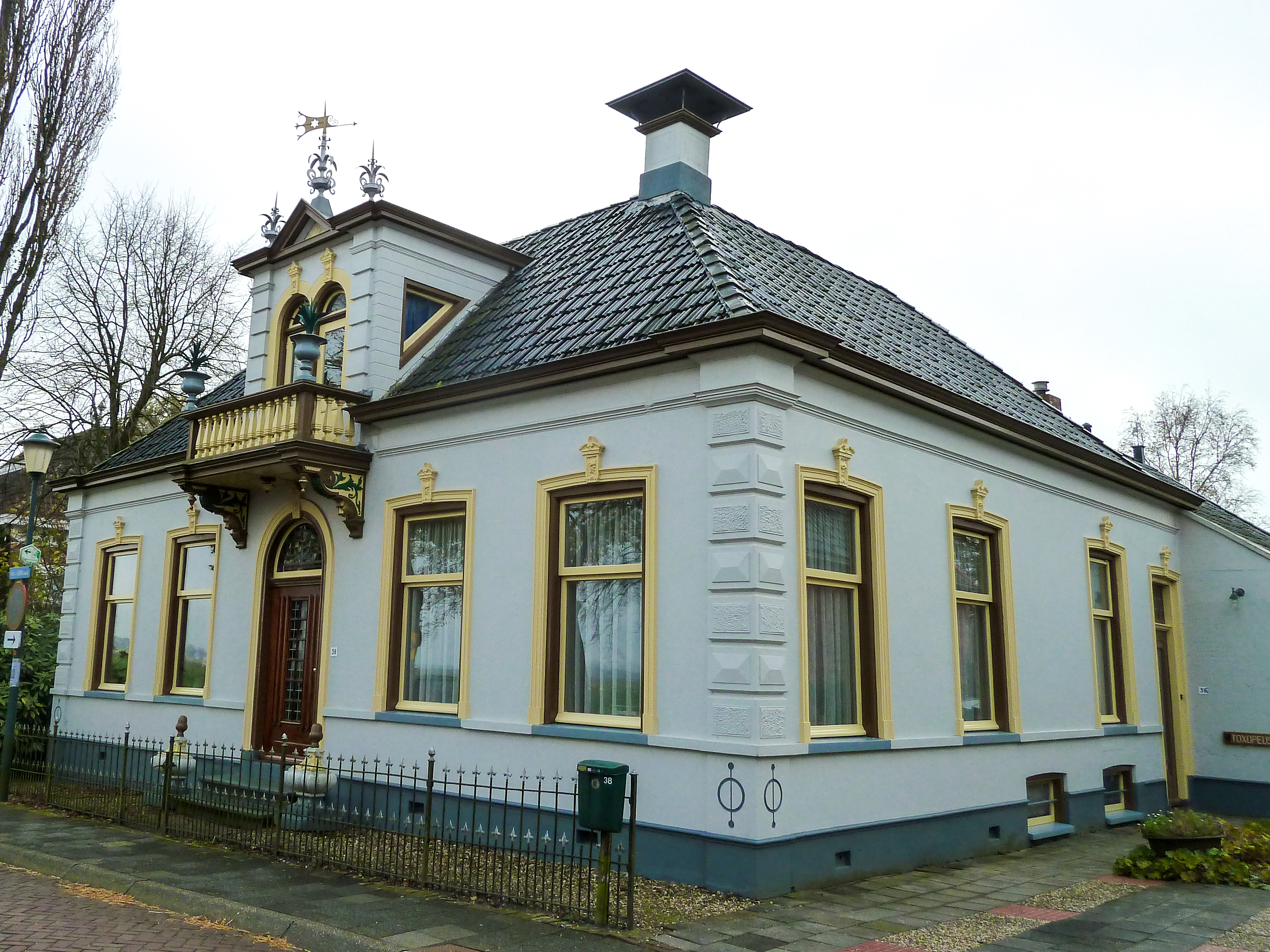
Вілла в селі
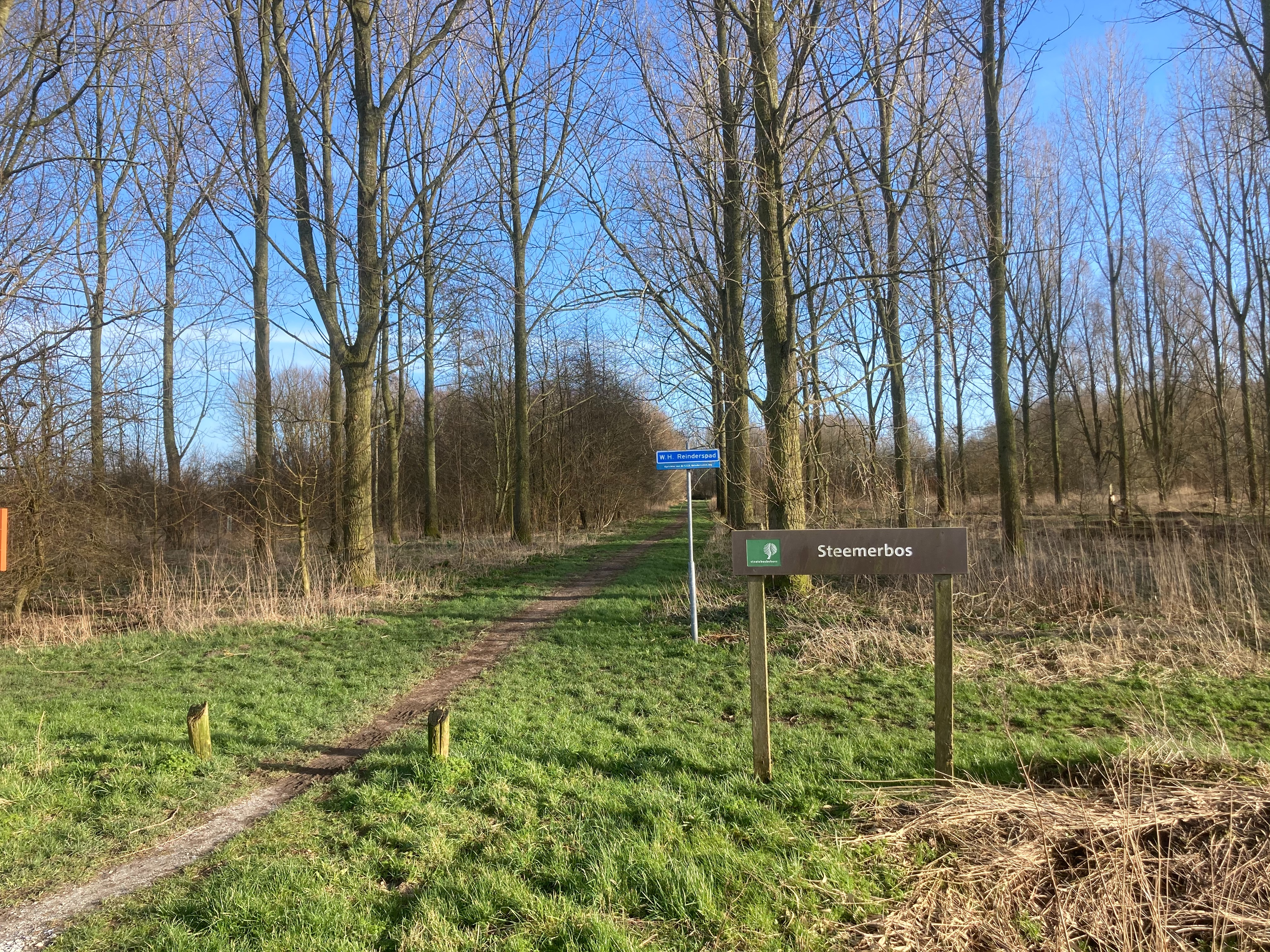